# Кърчевина
Кърчевина (на словенски: Krčevina) е село в Словения, Подравски регион, община Ормож. Според Националната статистическа служба на Република Словения през 2015 г. селото има 56 жители.